# J’ai cherché
J’ai cherché (französisch Ich suchte) ist ein französisch-englischsprachiger Popsong des israelisch-französischen Sängers Amir aus dem Jahr 2016. Mit dem Song vertrat er Frankreich beim Eurovision Song Contest, der 2016 in Stockholm stattfand.

## Entstehung und Hintergrund
Der Song wurde von Amir selbst sowie Nazim Khaled und Johan Errami geschrieben. Für das Arrangement waren Benjamin Marciano und Jean Noël-Wilthien verantwortlich, die Produktion übernahmen Khaled, Silvio Lisbonne und Skydancers. Mastering-Ingenieur war Jean-Pierre Chalbos, Mischtechniker Tom Maiz. Weiter waren folgende Musiker an den Instrumente im Song zu hören:
- Vincent Bidal (Klavier)[1]
- Karen Brunon (Violine)[1]
- Nicolas Dautheribes und Matthieu Tosi (Gitarre)[1]
- Catherine Robert (Cello)[1]
- Laurent Wilthien (Tasteninstrumente)[1]

Die Veröffentlichung erfolgte am 15. Februar 2016. Am 29. Februar 2016 gab France 2 bekannt, dass Amir mit dem Song Frankreich beim Eurovision Song Contest in Schweden vertreten wird. Im Rahmen der Eröffnungsfeier der Fußball-Europameisterschaft 2016, die in Frankreich stattfand, trat Amir mit dem Song auf dem Champ de Mars vor dem Eiffelturm auf.

## Beim Eurovision Song Contest

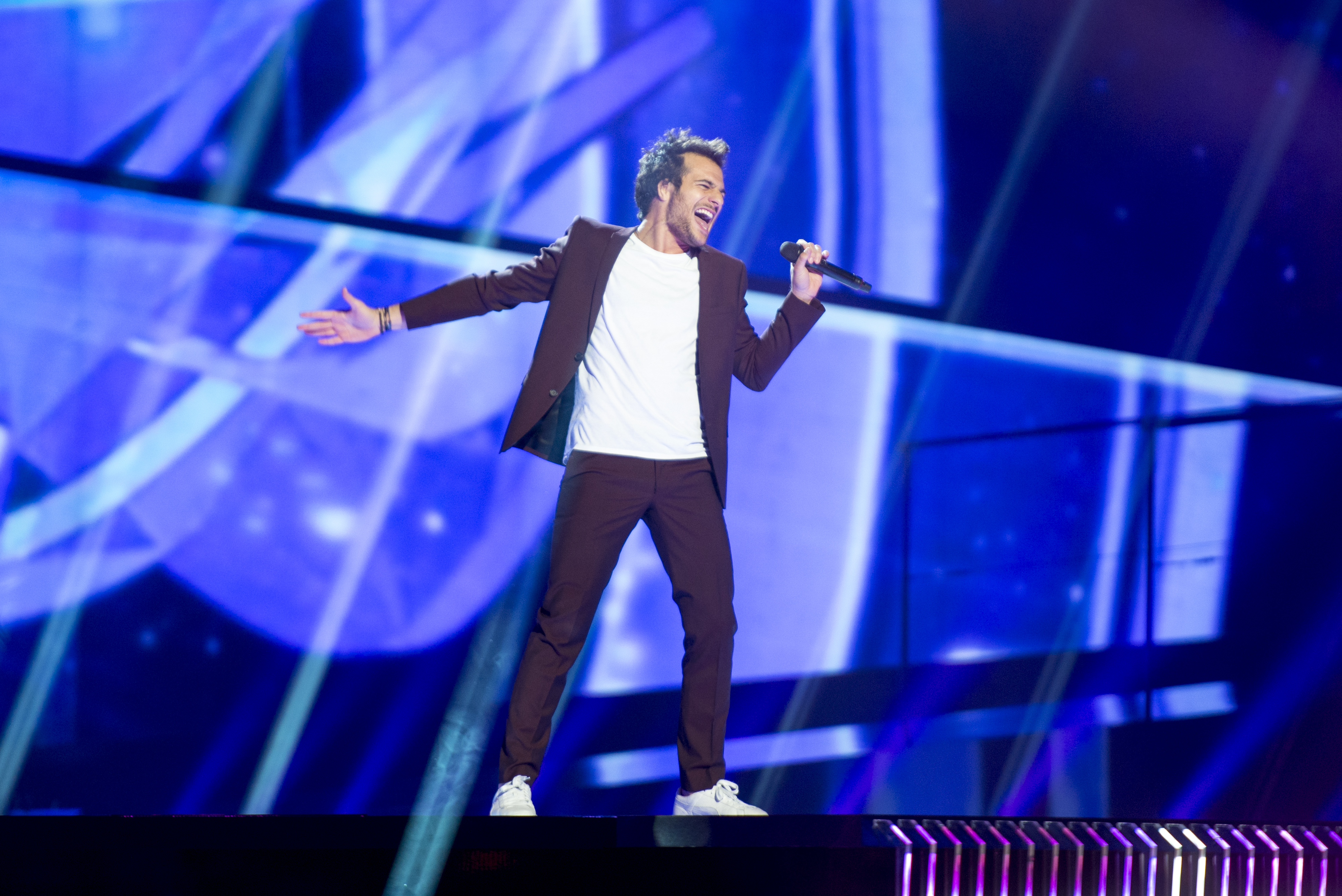
Amir bei der ersten Kostümprobe für das Finale in Stockholm

Da die zuvor veröffentlichte Version mit 3:32 Minuten zu lang für den Auftritt beim Eurovision Song Contest gewesen war, wurden Änderungen am Song vorgenommen. Eine gekürzte und abgeänderte Fassung für den Contest wurde am 13. März 2016 veröffentlicht.
Als ein Mitglied der Big Five ist Frankreich sicher für das Finale gesetzt. Amir startete dabei in der ersten Hälfte auf Startposition 11. In der Jurywertung erreichte der Beitrag 148 Punkte und lag damit in der Gunst der Jurys auf Platz 3, hinter dem späteren Sieger Ukraine auf Platz 2 und dem späteren Zweitplatzierten Australien. Das Televoting brachte dem Beitrag weitere 109 Punkte ein. In der Gesamtwertung konnte Amir mit 257 Punkten für Frankreich den 6. Platz erreichen, das beste Ergebnis für das Land seit 12 Jahren.

## Musikvideo
Am 2. März 2016 wurde das offizielle Musikvideo der Öffentlichkeit vorgestellt. Im Video ist Sänger Amir zu sehen, der zwei ähnlich gestaltete Erfolgsgeschichten gesanglich begleitet. So sind zwei Jugendliche, ein Mädchen und ein Junge, zu sehen, die ihren sportlichen Aktivitäten nachgehen. Entgegen gesellschaftlicher Stereotypen möchte das Mädchen eine erfolgreiche Taekwondo-Athletin und der Junge ein erfolgreicher Balletttänzer werden. Am Ende des Videos wird gezeigt, dass beide in der Zukunft in ihrem Sport Erfolge feiern können.

## Rezeption

### Kritik
„The song is catchy with hints of Avicii and sounds like something you’d hear on Radio 1. Expect this to do well.“

„Der Song ist eingängig mit einem Hauch von Avicii und klingt wie etwas, das man auf Radio 1 hören würde. Erwartung, dass er sich gut schlägt.“

### Preise
J’ai cherché wurde 2016 bei den NRJ Music Awards in der Kategorie Französischsprachiges Lied des Jahres ausgezeichnet.

### Chartplatzierungen
| ChartsChartplatzierungen | Höchstplatzierung | Wochen |
| ------------------------ | ----------------- | ------ |
| Deutschland (GfK)        | 80 (1 Wo.)        | 1      |
| Frankreich (SNEP)        | 2 (51 Wo.)        | 51     |
| Österreich (Ö3)          | 58 (1 Wo.)        | 1      |
| Schweiz (IFPI)           | 59 (1 Wo.)        | 1      |
| Wallonie (Ultratop)      | 4 (20 Wo.)        | 20     |

| ChartsJahrescharts (2016) | Platzierung |
| ------------------------- | ----------- |
| Wallonie (Ultratop)       | 10          |

### Auszeichnungen für Musikverkäufe
| Land/Region       | Auszeichnungen für Musikverkäufe (Land/Region, Auszeichnung, Verkäufe) | Verkäufe |
| ----------------- | ---------------------------------------------------------------------- | -------- |
| Frankreich (SNEP) | Diamant                                                                | 333.333  |
| Insgesamt         | 1× Diamant ·                                                           | 333.333  |

## Weitere Versionen

### Andere Sprachversionen
Eine rein in Englisch gesungene Version des Songs wurde als Looking For You am 12. Februar 2016 veröffentlicht. Am 15. Mai 2016 erschien eine spanische Version unter dem Titel Yo busqué, bei der der Refrain jedoch wie im Original auf Englisch gesungen wurde. Beide Versionen finden sich auf der Edition Collector von Amirs Album Au cœur de moi, die am 11. November 2016 veröffentlicht wurde.

### Coverversionen
Nathan Trent, der 2016 Österreich beim Eurovision Song Contest vertrat, veröffentlichte im April 2017 eine Coverversion des Songs auf seinem YouTube-Kanal.